# Aquarium de Sumida
L'aquarium de Sumida (すみだ水族館, Sumida Suizokukan) est un aquarium public situé aux 5e et 6e étages du centre commercial Tokyo Solamachi, au pied de la Tokyo Skytree, dans l'arrondissement de Sumida à Tokyo. Il ouvre au public en mai 2012.